# Vita d'Arte
Vita d'Arte, rivista mensile d'arte antica e moderna, fu fondata a Siena nel 1908.

## Storia
La rivista Vita d'Arte nacque per iniziativa di due giovani, appassionati di arte: Fabio Bargagli Petrucci, discendente da antica famiglia senese, e il critico d'arte e letterato aretino Pier Ludovico Occhini. Nacque e visse nella complicazione della duplice direzione. L'amicizia tra i due condirettori era maturata durante gli anni universitari, alla facoltà di Legge. La storia di questa rivista è stata ricostruita da Marta Batazzi, grazie all'archivio privato della famiglia Bargagli Petrucci, dove si conservano alcune cartelle con documentazione su Vita d'Arte: lettere di corrispondenti italiani e stranieri, documenti redazionali, manoscritti, note di spese.
Occhini, che collaborava alla testata fiorentina Il Marzocco, presentò Bargagli Petrucci al direttore Enrico Corradini, inserendolo nella redazione e nella vivace società culturale fiorentina.
L'idea di una nuova rivista prese corpo nell'estate 1907. Nel primo gruppo di redattori entrarono il poeta Piero Misciattelli e lo storico dell'arte Luigi Coletti. La rivista doveva promuovere l'arte contemporanea italiana, essere quindi riccamente illustrata, con tavole a colori, moderne e inedite e non doveva sfigurare di fronte a riviste straniere, come Art Ancien et Moderne. «In quel periodo di conflitti, incertezze e trasformazioni, sia dal punto di vista politico sia culturale, iniziato colla crisi delle conquiste del positivismo e l'affermarsi delle suggestioni irrazionalistiche, per i nostri intellettuali l'arte rappresentò un'ancora di salvezza, o meglio, una possibilità per riscattarsi dal peso di una realtà giudicata misera e volgare.»
La rivista, considerata un oggetto d'arte in sé, fu ideata quindi come strumento di elevazione culturale e morale: con grande cura furono realizzati copertine, frontespizi, finalini, inserti pubblicitari; fu scelto un carattere tipografico semplice, ma raffinato. Fabio Bargagli Petrucci era appassionato di arti decorative e seguiva l'evolversi della moda femminile. Affidò la rubrica "Cronaca del costume" alla stilista lombarda Rosa Genoni che nel 1910 ebbe l'idea di lanciare un concorso, per un figurino di abito femminile, da sera, da ballo, da ricevimento o da teatro. I figurini furono pubblicati nel fascicolo speciale n. 7 della Biblioteca di Vita d'Arte. Aleardo Terzi presentò un abito grigio con ricami in nero, oro e argento e la tunica Bianco e nero con scialle e piccoli ricami geometrici. Il più notato dalle lettrici fu l'abito I serpenti. Vinse il concorso Francesco Nonni che aveva presentato abiti con strascico, arricchiti da merletti e da pellicce e ricamati con perle.

### Arte contemporanea
Vita d'Arte era rivolta ad un pubblico cosmopolita: prediligeva artisti italiani contemporanei decadentisti e simbolisti, come gli scultori Leonardo Bistolfi, Angiolo Del Santo (al quale furono commissionate le illustrazioni per le copertine di Novembre e Dicembre 1909 e per quelle dei dodici numeri pubblicati nel 1910) e Domenico Trentacoste e i pittori Adolfo De Carolis e Gaetano Previati e, tra gli stranieri, il pittore simbolista Franz von Stuck, esponente di spicco della Secessione di Monaco. La rivista si occupò anche del taccuino da viaggio di Arturo Viligiardi e di un pittore e incisore poco noto: Guido Colucci. Al primo nucleo si unirono altri redattori, tra cui Ettore Cozzani, che avrebbe più tardi fondato la rivista d'arte contemporanea L'Eroica e che scrisse su Medardo Rosso, Francesco Sapori, Arnaldo Cantù che riconobbe il valore di Umberto Boccioni e Federico Hermanin. Si unirono, ma sporadicamente, firme di scrittori illustri, come Giovanni Papini e Giuseppe Prezzolini, protagonisti della contemporanea stagione letteraria fiorentina. Vita d'Arte si aprì anche alle esperienze artistiche straniere, con la rubrica "Corrispondenze Estere". Frequenti erano le note sul post-impressionismo e c'era sempre un'analisi del contributo di artisti stranieri alle Biennali di Venezia.
Primo Lavagnini e Ferruccio Pasqui, giovani artisti appena usciti dall'Accademia di belle arti di Siena e che avevano studiato decorazione con Gaetano Brunacci contribuirono all'affermarsi della rivista, con disegni e con decori in stile Liberty, a china nera.
Nel 1914 Vita d'Arte si fuse con la rivista milanese Rassegna d'Arte e fu creata una nuova società editoriale, con sede a Milano, che si chiamava Società di Pubblicazioni d'Arte e che pubblicò due diverse riviste, una specifica sull'arte antica e l'altra era "Vita d'Arte" - rivista mensile d'arte moderna, che fu la continuazione di Vita d'Arte e si occupò di arte italiana e straniera, dall'Ottocento in poi.
Negli anni della guerra la rivista, per un periodo, fu diretta da Carlo Waldemar Colucci, un esperto su incisione contemporanea italiana e straniera, la cui collezione e il cui carteggio è oggi a Roma, all'Istituto nazionale per la grafica, donati dai nipoti. Nel 1917 la direzione tornò a Fabio Bargagli Petrucci.

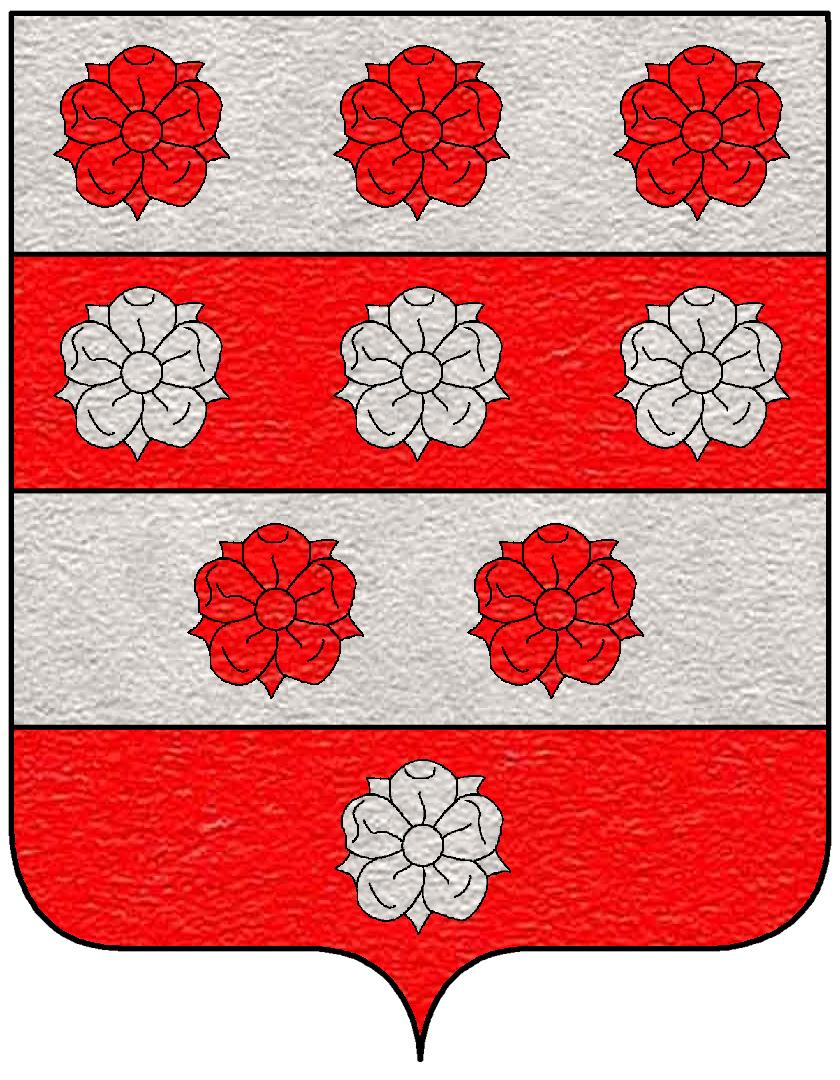
Stemma Bargagli Petrucci

### Alcuni articoli apparsi
- La decima Mostra del Van Gogh a Berlino di Francesco Sapori
- La terza Esposizione d'Arte a Salsomaggiore di Guido Marangoni
- L'ottava esposizione internazionale d'arte della città di Venezia di P. L. Occhini
- La nona Esposizione Internazionale d'Arte: Venezia 1910 di Ettore Cozzani
- A proposito di un quadro di Antonio Mancini di P. M.
- Albert Besnard di Carlo Waldemar Colucci

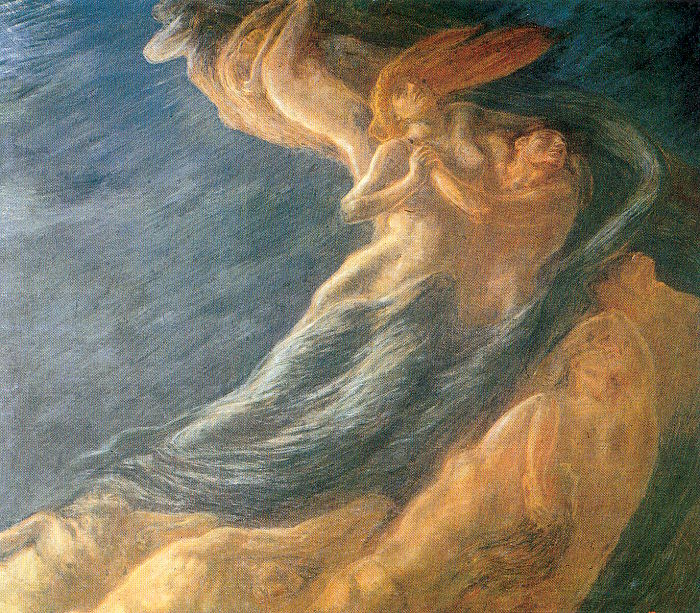
Gaetano Previati - Paolo e Francesca (1909)

- Alcuni artisti del Lazio di Piero Misciatelli
- Dall'impressionismo del colore all'impressionismo della linea di Arnaldo Cantù
- L'arte italiana alla decima Esposizione internazionale di Venezia di Luigi Coletti
- L'arte straniera alla decima Esposizione internazionale di Venezia: il padiglione della Francia di Vittorio Pica
- Le arti figurative all'apertura della ottava Esposizione di Venezia di Mario Morasso
- Gli artisti veneti all'undecima Biennale veneziana
- L'avvenire delle mostre veneziane di Enrico Thovez
- Cronache d'arte: Costume: La moda femminile dalle commemorazioni del '59 all'Esposizione d'arte di Venezia di Rosa Genoni
- Cronache d'arte: Pittura: due artisti accettati a Venezia: Felice Castegnaro e Matteo Olivero
- Franz Von Stuck di Guido Battelli
- Giuseppe Pellizza di Pier Ludovico Occhini
- Gli invitati delle sale italiane di Luigi Coletti
- Marius Pictor di Ettore Cozzani
- Messina-Reggio: fascicolo speciale a profitto dei danneggiati dal terremoto di Sicilia e Calabria
- I moderni all'undicesima Biennale veneziana: Medardo Rosso - James Ensor
- Nel padiglione della Baviera di Gaetano Ballardini
- La nona internazionale d'arte di Venezia di Ettore Cozzani
- Il padiglione della Svezia: Anna Boberg di Vittorio Pica
- I più giovani di Ettore Cozzani
- La ritirata dei Serbi in Albania - disegni di Aldo Carpi
- Scultura: scultore accettato a Venezia: Giovanni Prini di Ettore Cozzani
- La seconda primavera di Ettore Tito di Ettore Cozzani
- Stefano Bruzzi di Leandro Ozzola
- Lucia Tarditi di Bice Viallet
- Una mostra d'arte a Faenza di Guido Marangoni

Questo elenco è tratto in parte dalla scheda di Vita d'Arte, sul sito del Sistema Bibliotecario Italiano e in parte dal saggio di Marta Batazzi.